# Opus Cuatro
Opus Cuatro es un grupo argentino de música folklórica y tradicional del continente americano, creado en La Plata en 1968.
Los miembros fundadores fueron Alberto Hassan (primer tenor), Antonio Bugallo (segundo tenor),  Lino Bugallo (barítono) y Federico Galiana y (bajo). Para 1972 Antonio Bugallo se había retirado del grupo, siendo reemplazado por Aníbal Bresco. Poco después se retiraría también su hermano Lino, ingresando en su lugar el boliviano Hernando Irahola. Más adelante A. Bresco sería reemplazado por Rubén Verna y Marcelo Balsells, sucesivamente. En 2012 Marcelo Balsells se retiró para ser reemplazado por Andrés Bugallo, sobrino de Lino y Antonio y en 2015 deja el conjunto Alberto Hassan para ser reemplazado por el tenor Simón Fahey. Por último, a fines de 2018 deja en grupo Andrés Bugallo para dar lugar al ingreso de Diego Namor en la cuerda de tenor II.
Entre los temas incorporados a su repertorio se destacan "Por qué cantamos" de Mario Benedetti y A. Favero, el tema de jazz de Merle Travis, "Dieciséis toneladas", el tradicional joropo venezolano "Pajarillo verde", "La flor de la canela" de Chabuca Granda, "Recuerdos de Ypacaraí" de Zulema Mirkin y Demetrio Ortiz, "Libertango" de Astor Piazzolla, “Vamos a andar” de Silvio Rodríguez, "Oración del Remanso" de Jorge Fandermole, "Balada para un loco" de Astor Piazzolla y Horacio Ferrer, etc.
Al comenzar 2020, habían realizado 7.900 actuaciones en 450 ciudades de 38 países de América, Europa y Asia, incluyendo 30 giras por Europa y 9 por Estados Unidos.

## Antecedentes
El surgimiento de Opus Cuatro es parte de una tendencia a crear grupos vocales que caracterizó a la música folklórica de Argentina en las décadas de 1960 y 1970. Entre los precursores del movimiento se destacan Los Huanca Hua, aparecido en 1961 e inspirado en las ideas renovadoras del Chango Farías Gómez, aunque el folklore coral ya tenía antecedentes como la sorprendente experiencia precursora del Cuarteto Gómez Carrillo en la década de 1940, así como el conjunto Llajta Sumac, Los Andariegos, el Cuarteto Contemporáneo, el Conjunto Universitario "Achalay" de La Plata, y Los Trovadores del Norte, ya en la década de 1950. Pero sería el éxito de Los Huanca Hua creados en 1961 lo que impulsaría la formación de grupos vocales en Argentina. 
Hasta ese momento la mayoría de los conjuntos trabajaba a dos voces, excepcionalmente a tres voces. Los grupos vocales -íntimamente relacionados con un proceso de desarrollo de los coros menos visible pero de gran alcance-, comenzaron a introducir cuartas y quintas voces, contrapuntos, contracantos y en general a explorar las herramientas musicales de la polifonía y de antiguas formas musicales diseñadas para el canto, como el madrigal, la cantata, el motete, entre otras.
Siguiendo las posibilidades innovadoras para la música folklórica y popular que abrían los arreglos vocales, se crearon entonces varios grupos vocales -entre ellos Opus Cuatro-, como el Grupo Vocal Argentino, Los Trovadores, el Cuarteto Zupay, el Quinteto Tiempo, Markama, Contracanto, Buenos Aires 8, Cantoral, Anacrusa, Santaires, De los Pueblos, etc. La influencia se extendió a otros países de la región, como fue el destacado caso del grupo chileno Quilapayún.

## Trayectoria
Opus Cuatro se formó en La Plata el 10 de julio de 1968, a instancias de Antonio Bugallo, a partir del Coro Universitario de La Plata, al que pertenecieron todos sus integrantes originarios. 
La formación inicial fue Alberto Hassan (primer tenor), Antonio Bugallo (segundo tenor),  Lino Bugallo (barítono) y Federico Galiana y (bajo). Para 1972 Antonio Bugallo se había retirado del grupo, siendo reemplazado por Aníbal Bresco. Poco después en 1974 se retiraría también su hermano Lino, ingresando en su lugar el boliviano Hernando Irahola. Más adelante A. Bresco sería reemplazado sucesivamente por Rubén Verna, ex-tenor del Cuarteto Zupay, en 1978 y Marcelo Balsells, a partir de 1982 hasta su alejamiento en 2012 ocupando su lugar Andrés Bugallo, sobrino de Antonio y Lino. En junio de 2015 deja el conjunto Alberto Hassan para dar paso al ingreso del joven Simón Fahey en la cuerda de primer tenor. Por último, a fines de 2018 se retira Andrés Bugallo para dar lugar a la última incorporación al grupo: Diego Namor.
Sus primeros arregladores musicales fueron Juan Carlos Cuacci, uno de los más importantes en la historia del grupo y Guillermo Masi, este último uno de los integrantes iniciales del Quinteto Vocal Tiempo, que se mantendría como arreglador de Opus Cuatro durante algunos años y Hernando Irahola, integrante del grupo y autor de la mayoría de los arreglos de los últimos años junto a Cuacci.
Su notoriedad comenzó en 1969, al actuar en el programa de televisión La Botica del Ángel, conducido por Eduardo Bergara Leumann. En 1970 lanzan su primer álbum, América, título con el que expresaron la orientación musical del grupo hacia un repertorio americanista, con fuerte presencia del folklore afro-estadounidense, que ha sido desde entonces el sello de identidad de la agrupación. Al año siguiente publican Con América en la sangre, uno de sus álbumes más logrados, con versiones de "Saint Louis Blues", "Dieciséis toneladas", "Caramba", "La pomeña", "A la mina no voy", etc.
En 1973 graban su tercer álbum con un título que ratifica la línea musical inicial, Si somos americanos, ya sin Antonio Bugallo, quien fue reemplazado por Aníbal Bresco. En 1974 el grupo se presentó por primera vez en el Teatro Colón de Buenos Aires, el teatro lírico más importante del país.
Entre 1975 y 1976 realizaron largas giras de presentaciones en Venezuela, Guatemala, Colombia, El Salvador, Honduras, Costa Rica, Panamá y Ecuador. En este último año lanzaron su cuarto álbum, Opus Cuatro, op. 4, Vol. 4, ya sin la presencia de Lino Bugallo, reemplazado por el boliviano Hernando Irahola, también estudiante universitario en La Plata y miembro del coro de la Universidad.
Durante la dictadura militar que se instaló en la Argentina en 1976, Opus Cuatro adoptó una actitud que ellos mismos definieron como "resistencia desde el arte". En 1980 publicaron en CBS el álbum Opus Cuatro, con Rubén Verna como segundo tenor y participaciones de Cacho Tirao y Domingo Cura, entre otros artistas destacados.
En diciembre de 1983 la Argentina recuperó la democracia y la libertad artística. Opus Cuatro responde lanzando su álbum Militantes de la vida, un título en alusión a los años de violaciones de derechos humanos y genocidio, que incluye los temas "Por qué cantamos" y "Te quiero", ambos con letra del poeta uruguayo Mario Benedetti y música de Alberto Favero, que fueron grandes éxitos y emblemas de la época.
En 1985 Opus Cuatro inició una relación artística no profesional, de canto conjunto con el Frente de Artistas del Borda, integrado por pacientes internos y externos del Hospital Neuropsiquiátrico Borda. Esa relación se mantuvo en el tiempo, llegando en 2003 a realizar un espectáculo conjunto en el ciclo Los Viernes Música organizado por Página/12.
En 1987 graban su séptimo álbum, Un nuevo tiempo, bajo la dirección musical de Horacio Corral, fundador y director de Buenos Aires 8, uno de los más destacados grupos vocales de la historia de la música argentina. Ese mismo año comienzan la primera de las 30 giras europeas que realizarán en las siguientes décadas.  Hasta el presente Opus Cuatro ha ofrecido más de 550 presentaciones en escenarios de España, Francia, Inglaterra, Bélgica, Holanda, Alemania, Dinamarca, Suecia, República Checa, Austria, Eslovaquia, Eslovenia, Italia, Suiza, Rusia y Luxemburgo. En 1990 realizan una gira a Japón y la primera de las nueve giras que realizarían a Estados Unidos. En 1991 Opus Cuatro se presentaría en Montreal (Canadá) bajo los auspicios de un grupo comunitario montrealés (Centro Americano Multietnico - CAM), con la participación del director de cine montrealés, André Melançon, en la célebre sala del Théâtre du Gésus, que Opus Cuatro tuvo el privilegio de reinaugurar (sala cerrada por un largo periodo de renovaciones debidas a un incendio). Esta sala era muy conocida del público montrealés ya que en ella se efectuó "La noche de la poesía" un evento que duraba toda la noche, en donde desfilaron numerosos representantes de la poesía local, con un éxito rotundo, ya que permitió à Montreal abrirse mundialmente al arte de la poesía y dar a conocer a sus grandes autores locales, sobre todo de origen francoparlante (Miró, Leclerc, Vigneault, Godin, etc. Opus Cuatro cantó en esa oportunidad por primera vez la canción "Gens du pays" en francés y castellano, canción que es el "himno" de los quebequenses desde su creación por el prestigioso poeta compositor Gilles Vigneault.
En 1992 lanzan el álbum Por amor, dando inicio el período más exitoso y prolífico del grupo, que en los siguientes dieciséis años publicaría quince álbumes y obtendrían los más variados reconocimientos. En 1993 recibieron el Premio Estrella de Mar por su trayectoria y lanzaron el álbum Jazz, spirituals, musicals que fue nominado a los Premios ACE como mejor álbum del año.
En 1994 lanzaron el primero de los tres álbumes que dedicarían a registrar sus actuaciones con coros, una práctica permanente de Opus Cuatro, que remite a sus propios orígenes como integrantes del Coro Universitario de La Plata. En esta especialidad se destaca la interpretación de la Misa Criolla en más de 250 ocasiones. junto a Coros de Argentina y países de América y Europa
En 1995 falleció Antonio Bugallo inspirador y fundador del grupo. En 1996 sacan el álbum No dejes de cantar con participaciones del cantautor uruguayo Yábor (cuya canción titula el álbum), el percusionista Domingo Cura y el guitarrista Esteban Morgado, Peteco Carabajal, el guitarrista Agustín Pereyra Lucena en una bella versión de "Águas de março" de Antonio Carlos Jobim, y el charanguista Jaime Torres.
En 1999 grabaron la Cantata al Gral. Don José de San Martín, obra integral cuya música fue compuesta por Luis María Serra y la letra escrita por Agustín Pérez Pardella. La obra, bajo dirección general de Luis María Serra, incluye también al Grupo de Canto Coral, dirigido por Néstor Andrenacci, la soprano Cheche Meller y los relatos del actor Víctor Laplace. La obra ha sido presentada por el conjunto a partir de entonces en innumerables escenarios de la Argentina.
En 2002 reciben el Premio Carlos Gardel por su disco Tangos, valses y milongas, considerado como mejor álbum de "grupo u orquesta de tango" del año. En 2003 graban el álbum Los Opus y los Vientos, con el grupo Cuatro Vientos, integrado por Julio Martínez, Jorge Polanuer, Diego Maurizi y Leo Heras, grabación en vivo del espectáculo brindado por ambos grupos el año anterior en la sala del Teatro Maipo, con excelente recepción de público y crítica.
En 2005, en ocasión del 10° aniversario de la muerte de Antonio Bugallo, se celebró en su memoria un recital en el Teatro Coliseo Podestá de La Plata, en la que participó Opus Cuatro como homenaje a su fundador, solos y con el Coro Musiké, integrado por miembros de la familia Bugallo, el Kyrie y el Gloria de la Misa Criolla, de Ariel Ramírez.
En 2006 el conjunto se presentó por primera y única vez hasta el presente en Israel realizando una serie de resonantes conciertos en Tel Aviv, Jerusalén, Beer Sheeva y Raanana. 
En 2008 el grupo cumplió 40 años, celebrándolo a sala colmada con un concierto gratuito en el Teatro Nacional Cervantes de Buenos Aires, acompañados de artistas como Susana Rinaldi, Les Luthiers, Lito Vitale, Peteco Carabajal, Sandra Mihanovich, Magdalena León, Grupo Generación, José Antonio Galeano y Luis Álvarez, del Paraguay. Ese mismo año saldría el álbum Opus Cuatro, Cuarenta Años de Canto.
En la Semana Santa de 2009 fue invitado a participar en el II Festival Divinamente Roma donde interpretó la Misa Criolla de A. Ramírez en la Iglesia de Santa María en Trastevere.
En 2011 editan en el país con el título de "Opus Cuatro-Sinfónico" el registro que realizaran meses antes en Fort Worth, Texas EE. UU., junto a la Texas Christian University Symphony Orchestra, bajo la dirección del M° colombiano Germán Gutiérrez y que ganara el segundo "Premio "Gardel a la Música" para el conjunto. Durante esos años Opus Cuatro ofreció conciertos junto a destacadas Orquestas Sinfónicas norteamericanas entre las que se destaca la Dallas Symphony Orchestra y las Orquestas Sinfónicas de Cuba y Perú, siempre bajo la dirección del M° Gutiérrez. Paralelamente desde 2001 viene actuando como solista de Orquestas Sinfónicas, de Cámara y Bandas Sinfónicas argentinas.
A mediados de 2015 deja el conjunto el integrante fundador Alberto Hassan, dando paso a la incorporación del joven tenor Simón Fahey. 
El 8 de julio de 2016 el conjunto participó en la "Gala del Bicentenario de la Independencia Nacional" que el Teatro Colon produjo en un monumental escenario lateral a la sala mayor, participando del mismo junto a los elencos estables del Teatro, grandes cantantes líricos argentinos y los artistas populares César Isella, Sandra Mihanovich, Raúl Lavié, Walter Ríos y Tomás Lipan. Opus Cuatro interpretó entre otros momentos del espectáculo, el Kyrie y Gloria de la Misa Criolla acompañados por el Coro Estable del Teatro Colón, todo bajo la dirección escenográfica del gran reggiseur Edgardo Zanetti y la dirección musical de Damián Mahler.
A finales de 2018 deja el conjunto Andrés Bugallo para dar lugar a la más reciente incorporación; Diego Namor en la cuerda de tenor II. 
El grupo tenía planificada su gira N° 31 por países de Europa, en abril de 2020, la cual no pudo ser concretada ya que el 20 de marzo de 2020 el presidente de la Nación Argentina Alberto Fernandez establece mediante el Decreto 297/2020 la medida de “Aislamiento Social Preventivo y Obligatorio” (ASPO) a raíz de la pandemia del Coronavirus (COVID-19) que comenzó a finales del 2019 en China y se esparceria rápidamente por el resto del mundo.
Desde su primer actuación en países latinoamericanos en el Festival de Coros de Porto Alegre (Brasil) en 1977 el conjunto no ha cesado de actuar en países de América Latina habiendo realizado cerca de ochenta giras por Paraguay, Uruguay, Brasil, Chile, Perú, Ecuador, Colombia, Venezuela, Panamá, Costa Rica, Honduras, Guatemala y Puerto Rico.

## Discografía

### Álbumes
1. América, 1970
2. Con América en la sangre, 1971
3. Si somos americanos, 1973
4. Opus Cuatro-Op. 4 - Vol IV, 1976
5. Opus Cuatro-CBS, 1980
6. Militantes de la vida, 1984
7. Un nuevo tiempo, 1987
8. Por amor, 1992
9. Jazz, spirituals, musicals, 1993
10. Opus Cuatro canta con los coros argentinos, 1994
11. No dejes de cantar, 1996
12. Opus Cuatro canta con los coros argentinos, volumen II, 1997
13. Milagro de amor, 1998
14. Opus Cuatro, se vuelve a más, 1999 (edición para Europa)
15. Cantata al Gral. Don José de San Martín, 1999, dirección musical de Luis María Serra
16. Opus Cuatro. Europa en vivo, 2000
17. Opus Cuatro, tangos, valses y milongas, 2001
18. Los Opus y los Vientos, 2003, con el grupo Cuatro Vientos (Julio Martínez, Jorge Polanuer, Diego Maurizi, Leo Heras)
19. Spirituals, blues & jazz, 2005 álbum doble en vivo junto a Sandra Mihanovich y la Antigua Jazz Band
20. Opus Cuatro canta con los coros argentinos, volumen III, 2007
21. Latinoamérica vive, 2007, Radio Nederland
22. Opus Cuatro. Cuarenta años de canto, 2008
23. " Opus Cuatro-Sinfónico", 2011
24. " Opus Cuatro - 50", 2017

### Para ver y oír
- En la sección "Sala de Audio" del Sitio Oficial de Opus Cuatro Archivado el 2 de abril de 2009 en Wayback Machine., es posible escuchar fragmentos de sus temas.
- "El tordo", por Opus Cuatro (1973). Video realizado y subido a YouTube por Lino Bugallo, con fotos del grupo.
- "Ol' Man River", negro spiritual por Opus Cuatro (1973). Video realizado y subido a YouTube por Lino Bugallo, con fotos del grupo.

- Datos: Q6051692